# Souris humanisée
Une souris humanisée est une souris utilisée en laboratoire, immunodéficiente, qui soit exprime un gène humain, soit a été greffée avec des cellules souches ou des tissus humains.
Les souris humanisées sont utilisées comme modèles pour étudier gènes, organes et pathologies d'origine humaine, mais aussi pour tester des médicaments destinés aux humains.

## Historique
Un modèle animal est un substitut pour les recherches en biologie humaine en raison des restrictions logistiques et éthiques liées à l'utilisation des échantillons biologiques provenant de donneurs humains (restrictions qui sont aussi étendues à l'utilisation des primates non humains, dont l'interdiction de l'utilisation du chimpanzé en Europe et aux Etats-Unis). Les souris et les rats sont donc des modèles largement utilisés en raison : de leur petite taille (facilité d'élevage et de manipulation), de leur cycle court de reproduction, des points communs des propriétés génomiques et physiologiques avec les humains, enfin de leur facilité d'être génétiquement modifiés.
Cependant, ces modèles souris ou rats ont leurs limites : par exemple, les systèmes immunitaires innés murin et humain présentent de nombreuses différences dont les réponses aux médicaments et agents pathogènes spécifiques aux humains. Pour combler cette lacune, il était nécessaire d'avoir de meilleurs modèles de petits animaux plus proches de la biologie humaine, en créant des souris « humanisées ».
À partir des années 1980, l'obtention de lignées de souris génétiquement immunodéficientes est en amélioration continue, dont l'obtention de souris porteuses d'une mutation dite Il2rg (en) gravement immunodéficientes (dépourvues de cellules immunitaires indispensables). Dans les années 2000, ces souris ont été humanisées en supportant la greffe de cellules souches immunitaires humaines, ce qui génère des souris avec un système immunitaire humain fonctionnel,.

## Principes

### Greffe du système immunitaire humain
Des cellules ou le fragment d’un organe provenant d’une ébauche embryonnaire humaine sont transplantés dans une souris immunodéficiente. Il existe plusieurs approches générales :
1. Modèle Hu-PLB-SCID : par injection de leucocytes matures de sang périphérique humain. Ce modèle permet une greffe des lymphocytes T CD3 humains à la fin de la première semaine, mais la fenêtre expérimentale est courte car la greffe est rejetée dans les 8 semaines par réaction du greffon contre l'hôte.
2. Modèle Hu-SRC-SCID : par injection de cellules souches humaines provenant de moelle osseuse, de sang de cordon ombilical ou de foie fœtal. Ce modèle permet de développer un système immunitaire humain complet chez la souris, mais différencié par le thymus murin.
3. Modèle BLT : par transplantation de foie et thymus fœtaux humains et injection de cellules souches hépatiques. L'animal développe un système immunitaire humain complet, différencié par thymus humain. La fenêtre temporelle expérimentale est limitée par un syndrome de dépérissement.

Pour le modèle BLT, la souris est préalablement irradiée pour détruire toute immunité innée restante de l'animal.
Chaque modèle a ses avantages et ses inconvénients, et le choix s'effectue selon l'objectif d'une recherche donnée. Des efforts continus sont faits pour améliorer ces modèles et en créer de nouveaux,.

### Transgénèse
Pour un article plus général, voir Animal génétiquement modifié.
Le premier rongeur génétiquement modifié pour exprimer un système HLA humain a été le rat humanisé HLA B27 en 1990. Ces rongeurs développaient une maladie analogue à la spondylarthrite ankylosante humaine. Des souris humanisées génétiquement modifiées pour exprimer des molécules du système HLA sont utilisées comme modèles de maladies autoimmunes, d'allergies, et le développement de vaccins.
L'introduction de gènes humains dans le génome d'une souris peut aboutir à une perte ou un gain de fonctions génomiques. La perte de fonction réalise des souris dites knock-out, cette perte étant permanente et stable, ou variable selon les conditions. Les souris knock-out sont utilisées par exemple dans l'étude biologique et génétique des cancers. Lorsqu'il existe un gain de fonction, par surexpression de gène, il s'agit de souris dites knock-in. Ces souris sont utilisées pour étudier l'immunothérapie des cancers en particulier les leucémies.
Il existe deux grands modèles de souris transgéniques humanisées : celui où le gène murin et le gène humain s'expriment ensemble, celui où un gène murin est remplacé par le gène humain correspondant (la souris n'exprime alors qu'un produit humain).

## Exemples d'applications
Les modèles améliorés de souris humanisées sont de plus en plus utilisés comme :
- outil préclinique d'évaluation de médicaments (avant évaluation sur l'humain),
- étude d'agents infectieux spécifiques à l'homme, comme le HIV,
- modèle de maladies humaines, comme la biologie du cancer,
- modèle translationnel dans le domaine de la médecine régénérative, la transplantation et l'immunité.

### Diabète
Des souris transgéniques peuvent exprimer spontanément un diabète par mutation génétique. Il est possible de leur transplanter des cellules souches et du tissu pancréatique (îlots de Langerhans) humains. Ces modèles de souris humanisées permettent d'étudier in vivo des cellules humaines pour mieux comprendre les mécanismes du diabète, identifier des cibles thérapeutiques potentielles, et évaluer l'action de nouveaux médicaments.

### Virus de l'immunodéficience Humaine (VIH)
Avant 1988, le seul modèle animal pour étudier le VIH était le chimpanzé. La création de souris humanisées (greffées de cellules lymphoïdes et de cellules muqueuses) permet l'étude de l'infection à VIH, dont le problème de la latence et de la persistance du virus dans l'organisme et celui de sa transmission. Par exemple, la thérapie antirétrovirale peut réduire la transmission des femmes infectées à leurs partenaires. L'hypothèse selon laquelle le traitement supprime le VIH des sécrétions vaginales a été validée chez les souris humanisées,.
À partir de grandes cohortes de souris humanisées par un seul donneur humain, il est devenu possible de tester et comparer l'efficacité et la sécurité de nouveaux médicaments contre le VIH.